# Outsideinside
Outside Inside — второй студийный альбом психоделической-хард-рок группы Blue Cheer, выпущен в августе 1968, через 7 месяцев после выхода первого альбом Vincebus Eruptum
Альбом был записан как на открытом воздухе, так и в помещении — отсюда и название альбома. Также в этом альбоме есть кавер на песни Rolling Stones «(I Can’t Get No) Satisfaction» и песня блюзового исполнителя Альберта Кинга «The Hunter»
Альбом занял 90-е место в чарте альбомов Billboard 200. песня «Just a Little Bit» был первым синглом с альбома, он занял 92-е место в чарте синглов Billboard Hot 100.

## Об альбоме
Outsideinside был спродюсирован Эйбом «Voco» Кешем и частично спроектирован Эдди Крамером, с которым он записал альбом с Джими Хендриксом и с The Rolling Stones
(а позже станет продюсером альбомов Led Zeppelin и Kiss) Некоторые песни были записаны как на улице, (По причине выведены из строя техники) так и в студий. После выхода альбома из группы уходит Ли Стивенс и его заменит другой гитарист Рэнди Хоуден, из группы The Fender IV и экс-The Other Half, а также в группу прийдет клавишник Итан Джеймс который принимал участье в записи Outsideinside.

## Критика
| Оценки критиков                  | Оценки критиков |
| Источник                         | Оценка          |
| -------------------------------- | --------------- |
| AllMusic                         | [ 3 ]           |
| Collector's Guide to Heavy Metal | 8/10            |
| Pitchfork                        | 9.6/10          |

В ретроспективном обзоре AllMusic Марк Деминг прокомментировал:
[Outsideinside] передает психоделическую сторону их музыкальной индивидуальности с большей ясностью, чем прямолинейность дебюта; «Outsideinside» звучит не столько тривиально, сколько праведно гудит, и быстрый рев этой музыки достаточно велик, чтобы легенда о том, что части этого были настолько громкими, что их приходилось записывать на улице, кажется не просто правдоподобной, но идеальной. разумно.
Александр Лойд Линхардт из Pitchfork отметил: «Outsideinside превращает Blue Cheer стилистический энтузиазм и жесткое отношение в структурированную песню. Если это не звучит столь же влиятельным, как катастрофическое безумие Vincebus's , это потому, что оно определяет «классический» рок».

## Список композиций
Слова и музыка всех песен — Все песни были написаны Дики Питерсоном и Ли Стивенсом  (кроме 6 и 7).
| №                   | Название                        | Длительность |
| ------------------- | ------------------------------- | ------------ |
| 1.                  | «Feathers from Your Tree»       | 3:33         |
| 2.                  | «Sun Cycle»                     | 4:17         |
| 3.                  | «Just a Little Bit»             | 3:28         |
| 4.                  | «Gypsy Ball»                    | 3:00         |
| 5.                  | «Come and Get It»               | 3:17         |
| 6.                  | «(I Can't Get No) Satisfaction» | 5:09         |
| 7.                  | «The Hunter»                    | 4:32         |
| 8.                  | «Magnolia Caboose Babyfinger»   | 1:35         |
| Общая длительность: | Общая длительность:             | 32:44        |

## Место записи
На улице
- Gate Five, Sausalito, Калифорния.
- Muir Beach, Калифорния
- Pier 57, Нью-Йорк

На студий
- A&R Studio, Нью-Йорк
- Olmstead Studios, Нью-Йорк
- Завод звукозаписи, Нью-Йорк
- Pacific Recorders, Сан-Матео, Калифорния

## Участники
Blue Cheer
- Ли Стивенс – гитара
- Дики Питерсон – бас-гитара, вокал
- Пол Уэйли – барабаны

Другие
- Итан Джеймс (Ральф Бернс Келлогг) – клавишные, орган